# 怪・セラ・セラ
「怪・セラ・セラ」（け セラ セラ）は、山下智久の7枚目のシングル。2013年3月13日にワーナーミュージック・ジャパンから発売された。

## 概要
前作「LOVE CHASE」から約8か月ぶりのシングルで、2013年1枚目のシングル。
初回限定盤A、B、C、通常盤の4形態で発売。初回限定盤Aには「怪・セラ・セラ」のMusic VideoとMaking Movie、初回限定盤BにはLOVE CHASEスペシャルイベントと山下智久 Cross Space公開録音イベントのDigest Movieを収録したDVDが付属。初回限定盤Cにはオリジナルトランプジョーカーカード1枚封入で、通常盤はピクチャーレーベル仕様で初回限定盤未収録の「Beating」を収録。
表題曲「怪・セラ・セラ」は、山下と同じジャニーズ事務所に所属する稲垣吾郎（SMAP）主演の日本テレビ系深夜ドラマ『心療中-in the Room-』の主題歌。山下本人主演、出演でないドラマ主題歌を手掛けるのは初めてである。

## 収録曲

### CD
※は通常盤、※※は初回限定盤A/B・通常盤のみ収録。
1. 怪・セラ・セラ
作詞：大胡田なつき・成田ハネダ、作曲：成田ハネダ、編曲：パスピエ
  - 稲垣吾郎主演 日本テレビ系深夜ドラマ『心療中-in the Room-』主題歌
2. そばにおいでよ※※
作詞・作曲・編曲：HIKARI
3. Beating※
作詞・作曲・編曲：JUNE
4. 怪・セラ・セラ（Instrumental）
5. そばにおいでよ（Instrumental）※※

### DVD

#### 初回限定盤A
1. 怪・セラ・セラ -Music Video-
2. 怪・セラ・セラ -Making Movie-

#### 初回限定盤B
1. LOVE CHASE スペシャルイベント -Digest Movie-
2. 山下智久 Cross Space 公開録音イベント -Digest Movie-

### 特典
※初回限定盤Cのみ
- オリジナルトランプジョーカーカード